# Thessaloniki Challenger 1989
Il Thessaloniki Challenger 1989 è stato un torneo di tennis facente parte della categoria ATP Challenger Series nell'ambito dell'ATP Challenger Series 1989. Il torneo si è giocato a Salonicco in Grecia dal 18 al 24 settembre 1989 su campi in cemento.

## Vincitori

### Singolare
Steve Guy ha battuto in finale  Neil Borwick con il punteggio di 6–4, 6–4

### Doppio
Nick Brown /  Nicholas Fulwood hanno battuto in finale  Sean Cole /  Jacco van Duyn con il punteggio di 6–2, 3–6, 7–6